# DEPA (компания)
DEPA (греч. ΔΕΠΑ (ΔΗΜΟΣΙΑ ΕΠΙΧΕΙΡΗΣΗ ΠΑΡΟΧΗΣ ΑΕΡΙΟΥ)) — государственная корпорация, занимающаяся распределением газа в Греции. Она работает в рамках юрисдикции Министерства развития Греции. 65 % акций компании принадлежит Правительству Греции, 35 % — Hellenic Petroleum.
В 2005 году с целью либерализации рынка природного газа была создана DESFA в качестве дочерней компании, занимающейся только транспортировкой природного газа в Греции. С тех пор DEPA продаёт газ крупным потребителям и компаниям, занимающимся распределением газа. Природный газ импортируется по трубопроводам из Болгарии и Турции, а сжиженный природный газ через Revithoussa LNG Terminal.